# Brad Kahlefeldt
Bradley Kahlefeldt (conocido como Brad Kahlefeldt; Temora, 27 de julio de 1979) es un deportista australiano que compitió en triatlón y acuatlón.
Ganó tres medallas de bronce en el Campeonato Mundial de Triatlón entre los años 2005 y 2010, una medalla de oro en el Campeonato Mundial por Relevos de 2003 y una medalla de plata en el Campeonato Mundial de Triatlón por Relevos Mixtos de 2009. Además, obtuvo cuatro medallas de oro en el Campeonato de Oceanía de Triatlón entre los años 2004 y 2009.
En acuatlón consiguió una medalla de plata en el Campeonato Mundial de 2000.

## Palmarés internacional
| Campeonato Mundial                    | Campeonato Mundial               | Campeonato Mundial | Campeonato Mundial |
| Año                                   | Lugar                            | Medalla            | Prueba             |
| ------------------------------------- | -------------------------------- | ------------------ | ------------------ |
| 2005                                  | Gamagori (Japón)                 | Medalla de bronce  | Individual         |
| 2007                                  | Hamburgo (Alemania)              | Medalla de bronce  | Individual         |
| 2010                                  | Budapest (Hungría)               | Medalla de bronce  | Individual         |
| Campeonato Mundial por Relevos        |                                  |                    |                    |
| Año                                   | Lugar                            | Medalla            | Prueba             |
| 2003                                  | Tiszaújváros (Hungría)           | Medalla de oro     | Relevos            |
| Campeonato Mundial por Relevos Mixtos |                                  |                    |                    |
| Año                                   | Lugar                            | Medalla            | Prueba             |
| 2009                                  | West Des Moines (Estados Unidos) | Medalla de plata   | Relevo mixto       |
| Campeonato de Oceanía                 |                                  |                    |                    |
| Año                                   | Lugar                            | Medalla            | Prueba             |
| 2004                                  | Devonport (Australia)            | Medalla de oro     | Individual         |
| 2006                                  | Geelong (Australia)              | Medalla de oro     | Individual         |
| 2007                                  | Geelong (Australia)              | Medalla de oro     | Individual         |
| 2009                                  | Gold Coast (Australia)           | Medalla de oro     | Individual         |

| Campeonato Mundial | Campeonato Mundial | Campeonato Mundial | Campeonato Mundial |
| Año                | Lugar              | Medalla            | Prueba             |
| ------------------ | ------------------ | ------------------ | ------------------ |
| 2000               | Cancún (México)    | Medalla de plata   | Individual         |